# Vingt Dieux
Vingt Dieux is een Franse coming of age-film uit 2024, geregisseerd en mede geschreven door Louise Courvoisier in haar regiedebuut. De hoofdrol wordt vertolkt door Clément Faveau.

## Verhaal
Na de dood van zijn vader moet de achttienjarige Totone snel volwassen worden om voor Claire, zijn jongere zus en hun familieboerderij in Jura te zorgen. De kaasboerderij van zijn vader zit in de financiële problemen en hij besluit om mee te doen aan de wedstrijd voor de beste Comté-kaas in de regio, waarbij dertigduizend euro te winnen is. Er is echter een probleem, Totone heeft totaal geen verstand van kaasmaken. Gelukkig krijgt hij hulp van de jonge boerin Marie-Lise, wier koeienmelk bekend staat als de beste van de streek.

## Rolverdeling
| Acteur                | Personage        |
| --------------------- | ---------------- |
| Clément Faveau        | Totone (Anthony) |
| Luna Garret           | Claire           |
| Maiwene Barthelemy    | Marie-Lise       |
| Dimitry Baudry        | Francis          |
| Armand Sancey Richard | Cyril            |
| Lucas Marillier       | Pierrick         |

## Productie
Vingt Dieux werd op locatie gefilmd in de Jura-regio in Frankrijk, waar Courvoisier opgroeide. De cast bestaat uit debuterende acteurs werd in de loop van enkele maanden samengesteld door de casting directors Léa Gallego en Emmanuel Thomas, die onder andere naar landbouwshows en stockcarraces reisden om talent te vinden.

## Release
Vingt Dieux ging op 17 mei 2024 in première op het Filmfestival van Cannes in de Un certain regard-sectie.

## Prijzen en nominaties
De belangrijkste:
| Jaar | Prijs                   | Categorie                       | Genomineerde(n)    | Uitslag     |
| ---- | ----------------------- | ------------------------------- | ------------------ | ----------- |
| 2024 | Film by the Sea         | Prijs van de Jongerenjury       | Louise Courvoisier | Gewonnen    |
| 2024 | Filmfestival van Cannes | Prix Un certain regard          | Louise Courvoisier | Genomineerd |
| 2024 | Filmfestival van Cannes | Un certain regard-jongerenprijs | Louise Courvoisier | Gewonnen    |
| 2024 | Filmfestival van Cannes | Caméra d'or                     | Louise Courvoisier | Genomineerd |